# NGC 1994
NGC 1994 је расејано звездано јато у сазвежђу Златна риба које се налази на NGC листи објеката дубоког неба.
Деклинација објекта је - 69° 8' 31" а ректасцензија 5h 28m 21,8s. Привидна величина (магнитуда) објекта NGC 1994 износи 9,8. NGC 1994 је још познат и под ознакама ESO 56-SC136.